# Mystus castaneus
Mystus castaneus es una especie de peces de la familia Bagridae en el orden de los Siluriformes.

## Morfología
• Los machos pueden llegar alcanzar los 14,4 cm de longitud total.

## Distribución geográfica
Se encuentran en Indonesia y Malasia, incluyendo Borneo.